# Lumpa-Bewegung
Lumpa-Bewegung war in den 1950er Jahren eine christliche Erneuerungsbewegung im heutigen Sambia, die sich selbst den Namen Lumpa-Kirche gab.
Die Lumpa-Bewegung ist eng mit der charismatischen Persönlichkeit der Alice Lenshina verknüpft. Lumpa bedeutet in Bemba besser als alle anderen. Diese Bewegung sprach sich scharf gegen die traditionelle Religionen aus, wandte sich radikal gegen Zauberei, Polygamie und Alkohol. Im Zentrum ihres Kultes stand die christliche Taufe. Ihre Kirchenlieder gehören noch heute zu den populärsten in Sambia und sind von etablierten Kirchen übernommen worden.
Die Lumpa-Bewegung geriet ab 1958 in zunehmende Konflikte mit der Staatsgewalt, da sie die Zahlung von Steuern verweigerte, ihre eigene Registrierung als Kirche ablehnte und sogar eigene Gerichte einsetzte. Kurz nach Erreichung der Unabhängigkeit führte das zur Eskalation, die über 700, andere Quellen schreiben über 1.500 Tote in der Lumpa-Bewegung und eine große Fluchtwelle in die heutige Demokratische Republik Kongo zur Folge hatte. Alice Lenshina wurde unter Arrest gestellt und nach zehn Jahren 1975 entlassen. Keine zwei Jahre später wurde sie erneut festgenommen, da sie die Lumpa-Bewegung erneuert hatte.
Danach löste sich die Lumpa-Bewegung offiziell auf, fand jedoch in der katholischen Laienbewegung Marienlegion eine akzeptierte Organisationsform, wo auch die Kirchenlieder übernommen wurden. Zudem gilt die Lumpa-Bewegung keineswegs als erloschen, sondern lebt offenbar sehr verkleinert im Untergrund.
Die Lumpa-Bewegung ist keineswegs auf rein religiöse Motive zu beschränken. Sie war eine Massenbewegung mit bis zu 100.000 Anhängern, mithin über ein Zehntel der damaligen Bevölkerung dieser Region, also die dominierende geistige Kraft und Organisation im Norden Sambias. Sie löschte den Katholizismus und die Schottische Kirche in dieser Region fast aus, indem deren Gläubigen zu ihr konvertierten. Auch ist die Unabhängigkeit Sambias stark in der Lumpa-Bewegung geistig verwurzelt. Die dominanten Politiker der Unabhängigkeit wie Kenneth Kaunda und Simon Kapwepwe stammten aus Chinsali, also aus demselben Distrikt, und als Alice Lenshina ihre Anhänger aufforderte, deren United National Independence Party zu verlassen, fehlten dieser in dieser Region plötzlich fast alle Parteimitglieder.
Die Lumpa-Bewegung mag erloschen sein, dennoch ist sie zusammen mit den Wohlfahrtsorganisationen im Copperbelt während der Kolonialzeit eine der beiden Wurzeln sambischer Politik. Beide Wurzeln sind entschieden national und stammesübergreifend, beide haben das nationale Bewusstsein in Sambia so geprägt, dass Stammesdenken selbst in Barotseland bis heute keine Chance hat, politisch virulent zu werden.